# Elaphoglossum caulolepia
Elaphoglossum caulolepia är en träjonväxtart som först beskrevs av Karst., och fick sitt nu gällande namn av Georg Hans Emmo Wolfgang Hieronymus. Elaphoglossum caulolepia ingår i släktet Elaphoglossum och familjen Dryopteridaceae. Inga underarter finns listade.